# Anton Winkler
Anton Winkler (Bischofswiesen, 23 febbraio 1954 – Berchtesgaden, 8 ottobre 2016) è stato uno slittinista tedesco occidentale.
Dopo la riunificazione della Germania (1990), ha acquisito la cittadinanza tedesca.

## Biografia
Esordì in Coppa del Mondo nella stagione inaugurale del 1977/78, conquistando il primo podio nella gara d'esordio il 20 dicembre 1977 nel singolo a Königssee (2°). Trionfò in classifica generale nella specialità del singolo nella stessa edizione del 1977/78.
Prese parte a due edizioni dei Giochi olimpici invernali, gareggiando nel singolo a Lake Placid 1980 dove giunse sesto, mentre a Sarajevo 1984 concluse la sua carriera chiudendo al sesto posto nel doppio e conquistando la medaglia di bronzo nel singolo.
Ai campionati mondiali ottenne una medaglia d'argento ed una di bronzo nel singolo ed un'altra di bronzo nel doppio in coppia con Anton Wembacher. Nelle rassegne continentali vinse un titolo europeo nel singolo a Königssee 1977.

## Palmarès

### Olimpiadi
- 1 medaglia:
  - 1 bronzo (singolo a Lake Placid 1980).

### Mondiali
- 3 medaglie:
  - 1 argento (singolo a Imst 1978);
  - 2 bronzi (singolo a Igls 1977; doppio a Königssee 1979).

### Europei
- 1 medaglia:
  - 1 oro (singolo a Königssee 1977).

### Coppa del Mondo
- Vincitore della Coppa del Mondo nella specialità del singolo nel 1977/78.
- 5 podi (4 nel singolo, 1 nel doppio):
  - 2 secondi posti (tutti nel singolo);
  - 3 terzi posti (2 nel singolo, 1 nel doppio).